# Der Babysitter
Der Babysitter (Originaltitel: Rock-A-Bye Baby) ist eine US-amerikanische Komödie von Frank Tashlin aus dem Jahr 1958. In dem von Jerry Lewis für die Paramount Pictures produzierten Spielfilm sind Jerry Lewis selbst, Marilyn Maxwell, Connie Stevens und Salvatore Baccaloni in den Hauptrollen zu sehen. Das Drehbuch basiert auf einer Film-Produktion und einem späteren Broadway-Theaterstück von Preston Sturges. Die Erstaufführung in Deutschland fand am 12. März 1959 statt. Er wurde auch unter den Alternativtiteln Fünf auf einen Streich & 5 auf einen Streich gezeigt.

## Handlung
Die Karriere der Hollywood-Diva Carla Naples steht auf dem Spiel: Die heimliche Eheschließung mit einem mexikanischen Stierkämpfer, dessen unerwartet früher Tod in der Arena und die Tatsache, dass sie von ihm schwanger ist, wären ein gefundenes Fressen für die Presse, zumal in wenigen Monaten die Dreharbeiten zum Film ‚Die weiße Jungfrau vom Nil‘ beginnen sollen. Ihr Agent hat die rettende Idee: Er zieht seinen Star für die nächsten Monate aus dem Verkehr. Die Geburt findet inkognito statt. Zur großen Überraschung werden Drillinge, drei Mädchen, geboren.
Mit dem Ziel einer späteren Adoption sollen die Kinder zunächst in der ehemaligen Heimatstadt der Schauspielerin unterkommen. Da sie sich mit ihrem Vater überworfen hat und ihr die deutlich jüngere Schwester Sandy noch zu unreif erscheint, gibt sie die Kinder in die Obhut eines früheren Jugendfreundes: Clayton Poole. Der tollpatschige Fernsehmechaniker tritt zwar von einem Fettnäpfchen ins andere und hinterlässt mitunter eine Spur der Verwüstung, doch hat er sein Herz am rechten Fleck. Immer noch in Carla verliebt, kann er ihr daher auch keine Bitte abschlagen. Dass ihm nacheinander drei Kinder auf die Türschwelle gelegt werden, überrascht und überfordert den allein lebenden Junggesellen dann aber doch.
Es dauert nicht lange und Papa Naples kommt hinter das Geheimnis des plötzlichen Kindersegens, denn die drei Bambini sehen seiner ältesten Tochter einfach zu ähnlich. Clayton kann dies nicht abstreiten. Erstmals seit Jahren nimmt der Vater daher wieder brieflichen Kontakt mit Carla auf und lässt sie wissen, dass es ihren Kindern gut geht.
Mit Hilfe der in ihn verliebten Sandy versucht Clayton derweil den Kindern gleichzeitig Vater und Mutter zu ersetzen. Die enormen Kosten zwingen ihn Nebenjobs anzunehmen und sich bis zur völligen Erschöpfung zu verausgaben. Das ruft den örtlichen Richter auf den Plan, ist dieser doch davon überzeugt, dass die Kinder einem Elternpaar zugeteilt werden sollten. Dass Clayton an einer Universität als erster und einziger Mann einen Kurs zur Kinderbetreuung besucht und diesen erfolgreich abschließt, nimmt der Richter zwar zur Kenntnis, sein Urteil aber steht fest: Ein alleinstehender Mann kann eine Mutter nicht ersetzen, die Kinder sollen zum Ehepaar Van Cleeve. In seiner Not greift Papa Naples daher zum Äußersten: Er zwingt Clayton und Sandy noch im Gerichtssaal mit vorgehaltener Waffe zur Eheschließung. Wider besseres Wissen bezichtigt er Clayton, Sandy geschwängert zu haben. Er behauptet zudem, Sandy habe einen kürzlichen Aufenthalt in Hollywood dazu genutzt, die Kinder zur Welt zu bringen. Die vom Richter wiederholt gestellte Frage, ob es sich bei den Drillingen um Enkelkinder von Papa Naples handelt, kann Clayton schließlich nicht verneinen. Kurzum werden er und Sandy vom Richter getraut.
Zeitgleich versucht auch Carla, die von den Vorgängen in ihrer Heimatstadt informiert ist, in das Geschehen einzugreifen. Sie lässt nunmehr in Panik, ihre Kinder zu verlieren, über die Presse verlautbaren, dass sie die Mutter der Drillinge ist und Clayton, den sie vorgibt geheiratet zu haben, deren Vater. Clayton wird daher kurzzeitig der Bigamie bezichtigt und muss untertauchen. Schließlich kann Carla das Ganze aufklären und präsentiert der Presse einen weiteren – jedoch echten – Ehemann, ihren Agenten Harold Hermann. Die Kinder kommen wieder zur Mutter.
Letztlich wird Clayton auch klar, was er für Sandy empfindet. Da beide weiterhin rechtmäßig verheiratet sind, steht der Familienplanung nichts mehr im Wege. 9 Monate später dreht der frischgebackene Vater fast durch: Sandy bringt Fünflinge zur Welt!

## Produktion
Der Regisseur und Drehbuchautor Frank Tashlin ließ sich von der Handlung des US-amerikanischen Spielfilms Sensation in Morgan’s Creek inspirieren. Preston Sturges, der Drehbuchautor der Vorlage aus dem Jahr 1944, findet daher in den Credits von Der Babysitter Erwähnung.
Im Vorspann des Films wird behauptet, dass Connie Stevens in diesem Film ihr Leinwanddebüt gibt. Dies entspricht jedoch nicht der Wahrheit, da sie im Jahr zuvor bereits in zwei Spielfilmen zu sehen war (Young and Dangerous und Eighteen and Anxious).
Der verstorbene mexikanische Ehemann der Filmdiva Carla Naples ist im Film nur kurz auf einer Fotografie zu sehen. Verkörpert wurde er von dem bekannten Entertainer Jack Benny.
Jerry Lewis’ Sohn Gary ist in einer kleinen Rolle als Clayton Pooles jüngeres Selbst zu sehen. In einer Traumsequenz singt er zusammen mit seinem Vater ein Duett. Eigentlich sollte auch Lewis’ eigener Vater, Daniel „Danny“ Levitch, im Film als Besitzer eines Möbelladens zu sehen sein. Seine Szene fiel aber der Schere zum Opfer.
Die Produktion des Films begann am 18. November 1957 und endete am 8. Januar 1958.
Für Außenaufnahmen der fiktiven US-amerikanischen Kleinstadt Midvale nutzte man das berühmte Courthouse-Square-Filmgelände der Universal Studios. Dieses diente seit 1948 zahlreichen Filmen als Kulisse und ist einem breiten Publikum insbesondere durch die Filmreihe Zurück in die Zukunft (dort als Hill Valley) bekannt geworden. Weitere Außenaufnahmen fanden auf dem Colonial-Street-Filmgelände u. a. vor dem sogenannten Munster House (TV-Serie Die Munsters) statt.
Die fiktive Zigarettenmarke SUPERBO findet hier ebenso Erwähnung wie im Lewis’ Film Besuch auf einem kleinen Planeten.

### Lieder im Film
Die folgenden, im Film zu hörenden Lieder wurden von Harry Warren (Musik) und Sammy Cahn (Songtexte) geschrieben:
- Rock-a-Bye Baby – gesungen von Jerry Lewis
- The Land of La-La-La – gesungen von Jerry und Gary Lewis
- Love Is a Lonely Thing – gesungen von Jerry Lewis
- Dormi, Dormi, Dormi (Sleep-Sleep-Sleep) – gesungen von Salvatore Baccaloni und Jerry Lewis
- Why Can't He Care for Me? – gesungen von Connie Stevens
- The White Virgin of the Nile – gesungen von Marilyn Maxwell
- Rock My Baby, Rock – gesungen von Jerry Lewis

Ein weiterer vom Songwriter-Team Warren und Cahn geschriebener Song, Me and My Baby, wurde für den Film nicht genutzt.
Aufgrund eines Streikes der Studiomusiker musste Walter Scharfs Aufnahme-Session im März 1958 in Mexiko-Stadt stattfinden. Dies führte dazu, dass gewerkschaftlich organisierte Musiker eine Preview-Vorstellung des Filmes in Los Angeles am 3. Juni 1958 störten.
Rock My Baby, Rock ist eine offensichtliche Parodie auf Rock’n’Roll-Songs der damaligen Zeit. Lewis tritt als Frontmann einer Musikcombo auf, die vom Kleidungsstil an Bill Haley und seine Comets erinnern soll. Lewis, dessen übertriebene Bewegungen auch an Elvis Presley erinnern, trägt zudem ein Drumsolo zum Song bei.

### Synchronisation
Die deutsche Synchronbearbeitung entstand 1958 in den Ateliers der Berliner Synchron GmbH in Berlin unter der Regie von Klaus von Wahl und dem Dialogbuch von Fritz A. Koeniger.
| Rolle                 | Darsteller          | Synchronsprecher  |
| --------------------- | ------------------- | ----------------- |
| Clayton Poole         | Jerry Lewis         | Horst Gentzen     |
| Carla Naples          | Marilyn Maxwell     | Inge Landgut      |
| Sandra „Sandy“ Naples | Connie Stevens      | Edith Elsholtz    |
| Gigi „Papa“ Naples    | Salvatore Baccaloni | Stanislav Ledinek |
| Harold Hermann        | Reginald Gardiner   | Erich Fiedler     |
| Mr. Wright            | Hans Conried        | Friedrich Joloff  |
| Kunde                 | George Raft         | Arnold Marquis    |

Der Film erschien in der deutschen Synchron-Fassung im Jahr 2007 auf DVD im Verleih der Paramount Pictures.

## Rezeption
Das Lexikon des internationalen Films sieht in der „vergnügliche[n] Groteske“ eine Persiflage auf „den Starrummel und das kalkulierte Geschäft mit der Schnulze“.
Die Zeitschrift Cinema findet die „groteske Komödie“ einfach „herrlich albern“.